# Артемьев, Артемий Эдуардович
Арте́мий Эдуа́рдович Арте́мьев (род. 13 января 1966, Москва, СССР) — советский и российский композитор-эксперименталист и продюсер, работающий в жанре электроакустической музыки. Автор музыки к документальным и игровым фильмам.

## Биография
Родился 13 января 1966 года в Москве, в семье известного композитора Эдуарда Артемьева (1937—2022).
Окончил музыкальное училище при Московской консерватории (1985), Институт иностранных языков им. Мориса Тореза (1987) и композиторский класс Университета по композиции кино- и электронной музыки в Лос-Анджелесе (США, 1990).
В 1996 году стал членом Союза кинематографистов России, в 1997 — Ассоциации электроакустической музыки России.
В том же 1997 году совместно с режиссёром и продюсером Владимиром Крупницким основал студию «Electroshock Records» («Электрошок Рекордз»), выпускающую альбомы электронной, электроакустической, экспериментальной и авангардной музыки.
В сентябре 1998 года был отмечен Президентской премией «за достижения в области электронной и киномузыки».
В марте 2000 года по опросу слушателей американской радиостанции KALX диск «Мистицизм звука» вошёл в «Top-35» — 35 лучших дисков за 1999 год, обогнав при этом проекты таких грандов музыкальной индустрии как Рюити Сакамото и Херби Хэнкок.

## Дискография
- 1993 — «Предупреждение» («Electroshock Records», ELCD 001)
- 1995 — «Холод» («Electroshock Records», ELCD 002)
- 1997 — «Точка пересечения» («Electroshock Records», ELCD 003)
- 1998 — «Пять таинственных сказок Азии» («Electroshock Records», ELCD 007)
- 1999 — «Мистицизм звука» («Electroshock Records», ELCD 009)
- 2000 — «Dreams in Moving Space» (совместно с Phillip B. Klingler, «Electroshock Records», ELCD 014)
- 2000 — «Space Icon» (совместно с Peter Frohmader, «Electroshock Records», ELCD 015)
- 2000 — «Забытые темы» («Electroshock Records», ELCD 017)
- 2002 — «Transfiguration» (совместно с Peter Frohmader, «Electroshock Records», ELCD 021)
- 2002 — «A Moment of Infinity» (совместно с Phillip B. Klingler, «Electroshock Records», ELCD 022)
- 2002 — «57 Minutes of Silence» (совместно с Christopher De Laurenti, «Electroshock Records», ELCD 029)
- 2002 — «Equilibrium» (совместно с Christopher De Laurenti, «Electroshock Records», ELCD 031)
- 2004 — «Время, пустыня и звук» («Electroshock Records», ELCD 038)

## Музыка к фильмам
- 1988 — «Солнечный берег»
- 1989 — «Фанат»
- 1990 — «Ночь»
- 1990 — «Однажды вечером» (используемая музыка)
- 1990 — «Фанат 2»
- 1990 — «Час оборотня»
- 1991 — «Между воскресеньем и субботой»
- 1991 — «Милый Эп»
- 1991 — «Чужая игра»
- 1991 — «Шальная баба»
- 1992 — «Арбитр»
- 1992 — «Время вашей жизни»
- 1992 — «Похитители воды»
- 1992 — «Прогулка по эшафоту»
- 1992—1994 — «Азбука любви»
- 1993 — «Потрясение»
- 1996 — «Дела смешные — дела семейные»
- 1997 — «Бедная Саша»
- 1997 — «Мытарь»
- 2000 — «Я — чайка!»
- 2001 — «Фаталисты»
- 2003 — «Марш-бросок»
- 2003 — «Петерболд»

## Фильмография
- 1991 — «После дождя» (короткометражный, поставил совместно с А. Трофимовым).

## Участие в фильмах
- 2012 — «В своём фантастическом мире» (документальный).

## Организации
- Член правления Российской ассоциации электроакустической музыки
- Член союза Кинематографистов России
- Член ASCAP
- Член РАО